# Битка при Траянови врата
Битката при Траянови врата (на гръцки: Μάχη στις Πύλες του Τραϊανού (Ма́хи стис Пи́лес ту Траяну́) от 17 август 986 г. е най-голямото поражение, което византийският император Василий II претърпява в походите си за покоряване на България.
Тя е предхождана от безуспешна обсада на Сердика (днешна София), след която Василий отстъпва обратно към владенията си в Тракия. Българска войска, предвождана от цар Роман и комитопулите Арон и Самуил, преследва византийците и ги обкръжава в полите на Средна гора. Значителна част от армията на Василий II е унищожена, а той самият едва успява да се спаси.
Петнадесет години след като византийците завладяват българската столица Преслав, победата при Траянови врата затвърждава успехите, постигнати във въстанието на комитопулите през 976 г. В условия на непрестанни борби с Византия Първата българска държава просъществува още няколко десетилетия със средище, изместено от Преслав на североизток в Охрид на югозапад. Споменът за победата над Василий II е отразен тридесет години след нея в Битолския надпис на Ароновия син цар Иван Владислав.

## Исторически извори
Освен Битолският надпис, където победата на Арон и Самуил над Василий II е спомената накратко, за битката при Траянови врата разказват няколко средновековни летописци. Сред тях са Лъв Дякон – очевидец и непосредствен участник в похода срещу Сердика, Йоан Скилица и други двама писатели, Георги Кедрин и Йоан Зонара, които повтарят почти изцяло написаното от Скилица. За битката пишат не само гръцки автори, но и арабинът Яхъя от Антиохия и арменците Стефан от Тарон (познат още като Асолик) и Матей от Едеса. Допълнителни подробности се намират в Похвалното слово за св. Фотий Тесалийски.

## Причини за първия поход на Василий II срещу българите
Войната в България е първият мащабен самостоятелен ход, предприет от Василий II 10 години след възкачването му на престола през 976 г., въпреки че българските нападения в имперските владения датират отдавна. Една от причините за продължителното бездействие е политиката на паракимомена Василий Лакапин, който фактически управлява Византия в първите години от царуването на своя съименник. Основна задача на правителството в Константинопол е да се справи с метежа на пълководеца Варда Склир, който обхваща Мала Азия през 976 – 979 г.
Борбата срещу българите е оставена на местните византийски управители, които не успяват да окажат ефективен отпор. За засилването на братята Самуил и Арон (по-старите братя, Давид и Мойсей, умират много скоро след въстанието през 976 г.) спомага не само метежът на Склир, но и пренебрежението, с което предишният император Йоан I Цимиски, подхожда към югозападните български предели, след като през 971 г. завладява Преслав и Североизточна България. От областта около Охридското и Преспанското езеро комитопулите се вдигат на оръжие срещу византийците.
На първо време военните действия срещу Византия носят ограничени успехи на българите, но между 982 и 986 г. Самуил успява да превземе главния град на областта Тесалия (в дн. Северна Гърция), след обсада на Лариса. Непрекъснатите български нападения карат византийския император да предприеме ответен удар.
Преди да се реши окончателно на военни действия, Василий II прави опит да се споразумее с българите. В този контекст той повежда преговори с по-големия от останалите живи комитопули Арон, целейки да внесе раздор между него и Самуил. В замяна на своето подчинение Арон иска да се сроди с императора чрез брак на един от синовете си със сестрата на Василий II Анна. Вместо нея обаче императорът изпраща при Арон друга невеста. Когато българите разкриват измамата, настъпва разрив в преговорите и императорът повежда армията си срещу тях.

## Обсадата на Сердика
Василий II поема на поход с армия, наброяваща до 30 000 души. В похода не взимат участие предводителите на източните войски, които воюват срещу арабите. От Адрианопол императорът достига Филипопол, а оттам се запътва към Сердика. Целта му, по израза на Лъв Дякон, е да се справи с българите с един удар. След завземането на Сердика, която освен център на Ароновите владения е и стратегически пункт между североизточните и югозападните български земи, Василий II планира да продължи похода си срещу Самуил на югозапад към Македония.
По пътя си към Сердика, около прохода Траянови врата, императорът оставя силен отряд начело с военачалника Лъв Мелисин със задачата да охранява тила на главната армия. Достигайки града, Василий II го обкръжава и изгражда укрепен лагер. Обсадата се проточва двадесет дни. За това време продоволствието на византийската армия е изразходвано, а възможностите ѝ да се снабдява от околностите на града са пресечени от българите, които унищожават фуражирите и отмъкват добитъка на самите византийци. Междувременно гарнизонът на Сердика извършва успешен излаз и опожарява стенобойните уреди, оставени опасно близко до крепостта от неопитните византийски военачалници.

## Разгром на византийската армия
В резултат на тези неуспехи византийците остават без средства за превземане на Сердика с щурм. Прекъсването на снабдяването им означава, че те не могат да разчитат на варианта да изтощят защитниците с глад, а сами трябва да се справят с този проблем. В допълнение към тези съображения изниква още една причина за вдигане на обсадата – по планините в тила на императорската армия се явява войска, предвождана от Самуил. Вместо да подсигури пътя за отстъпление, Лъв Мелисин се оттегля във Филипопол. Този факт е допълнителен стимул за Василий II да вдигне обсадата на Сердика. Началникът на западните войски Кондостефан убеждава императора, че Мелисин е потеглил към Константинопол, за да завладее престола му.
- Карта на битката при Траянови врата (17.VIII.986 г.) Архив на оригинала от 2008-07-24 в Wayback Machine.[21]

Византийската войска отстъпва от Софийското поле към Щипон (дн. Ихтиман), където нощува. Слухът, че българите заграждат околните планински пътища, предизвиква смут сред войниците и на следващия ден отстъплението продължава при все по-голямо безредие. Виждайки това, българите, предвождани от цар Роман, Арон и Самуил, се спускат срещу византийците, превземат лагера им и превръщат отстъплението им в бягство. Византийският авангард успява да се изплъзне през склоновете, които все още не са заети от нападателите. Останалата войска е обкръжена от българите. Само отбрана част от пехотата, съставена от арменски воини, успява да си пробие път през обкръжението и да изведе по странични пътеки императора в безопасност. „Много голям брой“ византийски войници са избити, други са взети в плен заедно с обоза и императорските знаци (инсигнии).

## Последици
Провалът на похода в България през 986 г. е удар върху усилията за укрепване на едноличната власт на Василий II във Византия. Скоро след битката при Траянови врата в Мала Азия избухва въстание на местни аристократи, които издигат претенденти за императорския престол и се борят срещу Василий в продължение на три години. В България също настъпват междуособици, но те са преодолени сравнително по-бързо с убийството на Арон и установяването на самовластието на Самуил.
По израза на авторитетния български медиевист Петър Мутафчиев от момента, в който побеждава в прохода Траянови врата, Самуил става „господар на положението в Балканския полуостров“. В годините непосредствено след тази битка са отвоювани североизточните български земи, загубени през 971 г. Самуил и другите български войводи предприемат настъпление срещу Солун, в Елада и по източното крайбрежие на Адриатическо море. Военното надмощие на българите трае до битката при Сперхей (996 или 997 г.). Пак П. Мутафчиев твърди, че битката при Траянови врата само отсрочва края на Първата българска държава, който настъпва през 1018 г.

## Галерия
- Крепостта Траянови врата край София
- Укрепления при Траянови врата
- Дясната арка откъм входа на крепостта Траянови врата
- Лявата арка откъм входа на крепостта Траянови врата
- Лявата арка на крепостта Траянови врата (отвътре)
- Вход към подземие на крепостта Траянови врата